# Can-Can (comédie musicale)
Pour les articles homonymes, voir Cancan (homonymie).
Can-Can est une comédie musicale américaine. La musique et les airs sont de Cole Porter, le livret de Abe Burrows (en). L'histoire est consacrée aux numéros de music-hall dans les cabarets parisiens du quartier populaire de Montmartre.
La production originale de cette comédie est restée à l'affiche du Shubert Theatre de Broadway durant deux années,  de 1953 à 1954 avec la chanteuse française Lilo dans le premier rôle.   L'actrice Gwen Verdon, qui n'avait qu'un second rôle, et le chorégraphe Michael Kidd ont reçu respectivement un Tony Awards, pour leur contribution à ce spectacle, et les critiques à leur égard ont été élogieuses. L'accueil a été plus tiède sur la partition et le livret, ainsi que pour les versions suivantes. Cependant, la version présentée au West End theatre, à Londres, a été aussi un succès.

## Historique
Après une avant-première au Théâtre Schubert de Philadelphie en mars 1953, la comédie musicale Can-Can est créée au Shubert Theatre de Broadway le 7 mai 1953. Elle reste à l'affiche de ce lieu jusqu'au 25 juin 1955, soit 892 représentations. la production initiale, dirigée par Abe Burrows, associe sur scène Lilo (La Môme Pistache), Hans Conried (Boris), Peter Cookson (le juge), Gwen Verdon (Claudine), Erik Rhodes (Hilaire), mais aussi  Phil Leeds et Dee Dee Wood. Michael Kidd est le chorégraphe. Le rôle de  Claudine a une importance décisive dans la carrière de Gwen Verdon.
Une nouvelle version du spectacle est présentée à Broadway le 30 avril 1981, au Minskoff Theatre. Elle ne donne lieu qu'à cinq représentations. Cette nouvelle version a été montée par Burrows, avec une chorégraphie de Roland Petit, et la participation de Zizi Jeanmaire. La critique dans le New York Times n'est pas du tout élogieuse.
Ce spectacle est ensuite monté à Londres au Novello Theatre, du 26 octobre 1988 au 21 janvier 1989 . Il est dirigé par David Taylor, avec une chorégraphie de Kenn Oldfield, et une distribution comportant Milo O'Shea, Donna McKechnie (La Môme Pistache), et Janie Dee (Claudine). Le producteur Lovett Bickford a expliqué que « sa version était moins une reprise qu'une nouvelle version. ». Le livret incorpore aussi des extraits d'autres comédies musicales de Cole Porter.
Toujours en 1988, une tournée internationale, associant Chita Rivera, est effectuée par le groupe de danse féminin The Rockettes du Radio City Music Hall. Cette production a été réalisée par Dallett Norris, avec une chorégraphie de Alan Johnson.
En 2004, une nouvelle version est mise en scène dans le cadre des spectacles Encores!, avec Patti LuPone (La Môme Pistache), Michael Nouri (le juge), Charlotte d'Amboise (Claudine), et Eli Wallach. Cette production est réalisée par Lonny Price, avec John Lee Beatty comme metteur en scène.
Le spectacle est monté à nouveau en 2007 à la Pasadena Playhouse, en Californie. L'intrigue est resserrée, mais une chanson coupée dans la version originale est réintroduite : Who Said Gay Paree ? . Cette version a reçu des critiques élogieuses pour la chorégraphie, les nouvelles orchestrations et les décors.

## L'intrigue
Acte I.
À Paris, en 1893, le music-hall de Montmartre détenue par La Môme Pistache, le Bal du Paradis, est menacée de fermeture par un juge bien-pensant, Aristide Forestier. Il est offensé par une danse qui fait le succès de l'établissement et qui lui semble scandaleuse,  le « Can-Can ». Le juge envoie la police harceler le propriétaire et la troupe de danse, mais les policiers apprécient tellement le spectacle qu'ils deviennent réticents à témoigner au tribunal.
Une des danseuses, Claudine, une jeune fille, blanchisseuse dans la journée, est poursuivie des avances d'un critique d'art, Hilaire, amoureux d'elle. Claudine aime Boris, un sculpteur.
Le juge décide de rassembler des preuves lui-même, et se rend au cabaret. Une fois là-bas, lui et la propriétaire, La Môme, tombent amoureux. Il essaie de garder son identité secrète, mais les filles le reconnaissent. Il assiste au Can-Can et obtient des preuves photographiques de son caractère scandaleux. La Môme et les danseurs sont envoyés en prison.
Acte II.
Hilaire prépare un bal très particulier au cabaret. Claudine accepte de dîner avec lui, espérant obtenir des critiques positives sur le travail de Boris. Mais la propriétaire et l’essentiel de la troupe étant en prison, comment organiser le bal ?
Le juge est toujours partagé entre son exigence morale et son amour pour La Môme. Finalement, il concède que «l'obscénité est dans l'œil de celui qui regarde». Il la pousse à s'enfuir, mais un journaliste obtient une photographie de lui l'embrassant...
La photographie du juge embrassant La Môme parait dans le journal - un scandale ! - en même temps que des  critiques négatives d'Hilaire sur les sculptures de Boris. L'artiste le défie en duel avant de s'évanouir. Finalement, Hilaire se sent tenu d'écrire un article élogieux sur les œuvres de Boris. Le juge Aristide perd sa fonction de juge et est radié, mais La Môme s'arrange pour qu'il soit traduit avec elle et sa troupe au tribunal. Ils obtiennent gain de cause ensemble, et l’innocuité du can-can est établie.

## Numéros musicaux
Acte I
- Introduction
- Maidens Typical of France – Company
- Never Give Anything Away – La Môme Pistache
- C'est Magnifique – Pistache and Judge Aristide Forestier
- Quadrille
- Come Along with Me – Hilaire Jussac
- Come Along With Me (reprise) - Boris Adzinidzinadze
- Live and Let Live – Pistache
- I Am in Love – Judge
- If You Loved Me Truly – Claudine and Boris
- Montmartre – Company
- Garden of Eden Ballet
- Allez-Vous-En – Pistache

Acte II
- Entr'acte
- Who Said Gay Paree? – Judge  (coupé dans la première version)
- Never, Never Be An Artist – Boris and Company
- It's All Right With Me – Judge
- Every Man is a Stupid Man – Pistache
- The Apaches (dance)
- I Love Paris – Pistache and Company
- Can-Can – Pistache and Women
- Finale – Company

## L'accueil du spectacle en 1953
Le spectacle original est un grand succès auprès du public, en 1953. Pour autant, le critique de théâtre américain, Brooks Atkinson, du New York Times n'est pas tendre pour Cole Porter et Abe Burrows. Il écrit le 8 mai 1953 : « M. Porter et M. Burrows sont fascinés par la perversité de Montmartre de la belle époque, dans les années 1890 ». Et il complète le 17 mai suivant : « Ce n'est pas la meilleure œuvre de Cole Porter, et le livret de Abe Burrows est démodé et terre à terre. ». Il reproche à Abe Burrows de donner une saveur romantique à des situations obscènes. Il salue par contre le travail du chorégraphe Michael Kidd, et de l'actrice Gwen Verdon : « Lorsque Gwen Verdon dirige les ballets avec impudence, insouciance et humour, la danse est spectaculaire. ».
Le magazine américain Life trouve l'argument du spectacle assez réduit, et les chansons de Cole Porter charmantes mais non mémorables. Mais il salue la chorégraphie, qu'il qualifie d'exaltante, ainsi que la performance de Gwen Verdon. L'article est illustré de photographies de Lilo, the French star, et de Gwen Verdon dansant en se tortillant.
Bien des années plus tard, replaçant cette œuvre dans son contexte, Louis Oster et Jean Vermeil pensent que Abe Burrows et Cole Porter se moquaient indirectement de cette répression sourde des mœurs sévissant aux États-Unis dans les années 1950, concomitamment au maccartysme qui confond vice et communisme. Pour Oster et Vermeil, cette comédie met également en scène ce juridisme dont raffole déjà ce pays, et instille un pied-de-nez aux pères la pudeur.

## Nominations aux Awards
La production originale de 1953, aux Tony Awards
- Best Featured Actress in a Musical - Gwen Verdon (gagnant)
- Best Choreography - Michael Kidd (gagnant)

La production de 1981, aux Tony Awards
- Best Scenic Design - David Mitchell (nommé)
- Best Costume Design - Franca Squarciapino (nommé)
- Best Choreography - Roland Petit (nommé)